# 焦亚砷酸钴
焦亚砷酸钴是一种无机化合物，化学式为Co2As2O5，其分子中含有As3O75-和AsO33-。它是目前唯一已知的钴(II)的亚砷酸盐。

## 制备
砷和钴的混合物在空气中加热至750℃，会得到少量Co2As2O5。